# Marcin Chałupnik
Marcin Jan Chałupnik – polski matematyk, doktor habilitowany nauk matematycznych, adiunkt Uniwersytetu Warszawskiego, specjalista od algebry homologicznej.

## Kariera naukowa
W 1996 roku na Uniwersytecie Warszawskim uzyskał tytuł magistra matematyki. W tym samym roku został zatrudniony na tejże uczelni, a w 2003 roku na jej Wydziale Matematyki, Informatyki i Mechaniki uzyskał stopień doktora nauk matematycznych w zakresie matematyki na podstawie rozprawy pt. Rozszerzenia funktorów wielomianowych i ciąg DeRhama, której promotorem był prof. Stanisław Betley. W latach 2011–2012 pracował również w Instytucie Matematycznym Polskiej Akademii Nauk. W 2018 roku Wydział Matematyki, Informatyki i Mechaniki UW nadał mu stopień doktora habilitowanego nauk matematycznych w dyscyplinie matematyki na podstawie pracy pt. Dualność i zjawisko formalności w kategoriach funktorów. 